# Вехно (озеро)
Вехно или Дорожкино — озеро в Вехнянской волости Новоржевского района Псковской области.
Площадь — 2,3 км² (232,4 га). Максимальная глубина — 7,0 м, средняя глубина — 4,6 м.
На берегу озера расположены деревни: Вехно, Дорожкино.
Проточное. Относится к бассейнам рек-притоков: Харламовский, Оршанка, Льста, Сороть, которые, в свою очередь, относятся к бассейну реки Великая.
Тип озера лещево-уклейный. Массовые виды рыб: лещ, щука, плотва, окунь, уклея, густера, ерш, красноперка, карась, линь, налим, судак (един.), голавль, язь, карп, бычок-подкаменщик, вьюн, щиповка, гольян; широкопалый рак (единично).
Для озера характерны: илисто-песчаное дно, отлогие и низкие берега, местами заболочены, в прибрежье — огороды, луга, лес; на берегу — заиленный песок, песок, глина, камни.
Код водного объекта в государственном водном реестре — 01030000111102000026554.